# Linea Aspropotamos-Spercheios

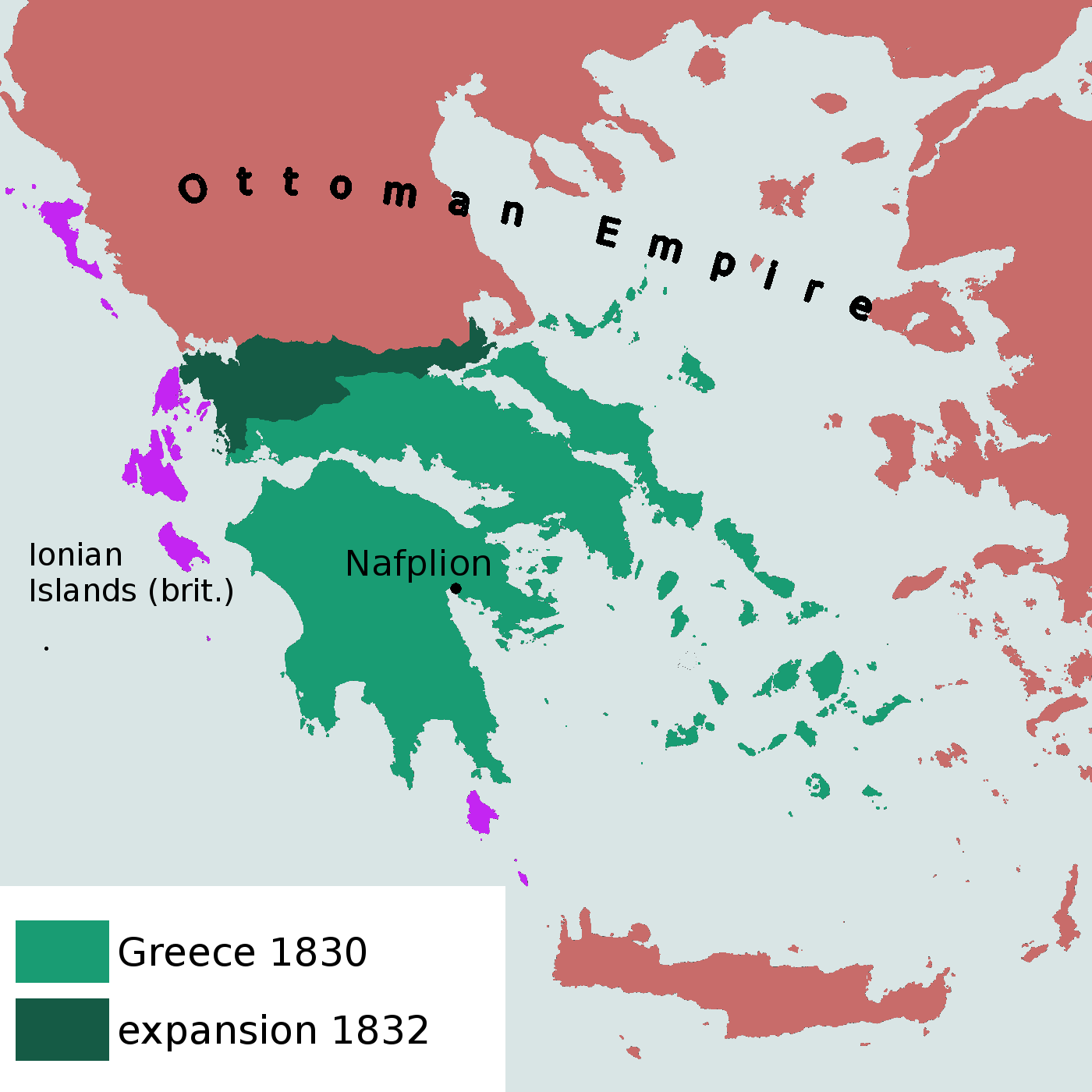
Linea in verde chiaro.

La linea Aspropotamos-Spercheios o linea Achelöos-Spercheios (in greco Γραμμή Ασπροποτάμου/Αχελώου - Σπερχειού?) fu il primo confine terrestre della Grecia con l'Impero ottomano, stabilito dal Protocollo di Londra del 1830.
Il confine fu deciso dalle tre grandi potenze (Regno Unito di Gran Bretagna e Irlanda, Impero Russo e Regno di Francia). Partiva dalla foce del fiume Acheloo (noto come "Aspropotamos"), passava per Artotina lungo il crinale del monte Eta e raggiungeva il Golfo Maliaco alla foce del fiume Spercheios, passando a sud della città di Zitouni (l'odierna Lamia), che rimaneva in mano ottomana. L'isola di Eubea (Negroponte), le Sporadi Settentrionali, Skyros e le Cicladi, inclusa l'isola di Amorgos, sarebbero diventate parte della Grecia.
La frontiera fu sostituita nel Trattato di Costantinopoli (1832) dalla linea Golfo di Ambracia - Golfo Pagaseo (o linea Arta - Volos), che era già stata prevista nel Protocollo di Londra (1829) come confine settentrionale di uno stato greco autonomo sotto la sovranità dell'Impero ottomano.